# Кунич, Раймунд
Раймунд Кунич (хорв. Rajmund Kunić, итал. Raimondo Cunich;  17 января 1719, Дубровник – 22 ноября 1794, Рим) — дубровницкий и итальянский гуманист, латинист и эллинист, иезуит. Один из самых крупных ученых, происходивших из Дубровника, наряду с Р. Бошковичем.

## Жизнь и творчество
После начального обучения в Дубровнике в 1734 г. вступил в «Общество Иисуса» в Риме. Закончив обучение в Колледжо Романо, с 1768 г. преподавал риторику в Риме, Флоренции, Фермо, Читта ди Кастелло. В Риме был одной из важных фигур культурной жизни, заботился о публикации антологии, произносил стихи на похоронах пап Григория XIII и Климента XIII, состоял в Аркадской академии.
Его самый крупный труд — полный гекзаметрический перевод «Илиады» на латынь (Homeri Ilias Latinis Versibus Express, 1776), которым пользовался Винченцо Монти, знаменитый переводчик Гомера на итальянский. Кунич перевел на латынь также 7 идиллий Феокрита, писал речи, эпиграммы, элегии.

## Произведения
- «Илиада» Кунича (Homeri Ilias, latinis versibus expressa a Raymundo Cunichio Ragusino. Ad amplissimum virum Balthassarem Odescalchium. Romae: Joannes Zempel, 1776).
- Anthologica Кунича, 1774 (первое издание: Anthologica sive epigrammata anthologiae Graecorum selecta, Latinis versibus reddita et animadversionibus illustrata. Romae, Michaelis Angeli Barbiellini, 1771).
- Элегии Кунича в Collectio poetarum elegiacorum stylo, et sapore Catulliano scribentium ... Collegit, castigavit, praefatus est, suas accessiones ineditas addidit Carolus Michaeler... 1784-1785.
- Стихи Кунича в Carmina recentiorum poetarum VII a Societate Jesu id est Julii Caesaris Cordarae, Raymundi Cunichii, Bernardi Zamagnae, Alphonsi Nicolai, Rogerii Boschovichii, Bartholomaei Boscovichii et Joannis Baptistae Roberti. 1772.